# Leptoiulus vanoyei
Leptoiulus vanoyei är en mångfotingart som beskrevs av De Queker 1957. Leptoiulus vanoyei ingår i släktet Leptoiulus och familjen kejsardubbelfotingar. Inga underarter finns listade i Catalogue of Life.